# Olga Fialka

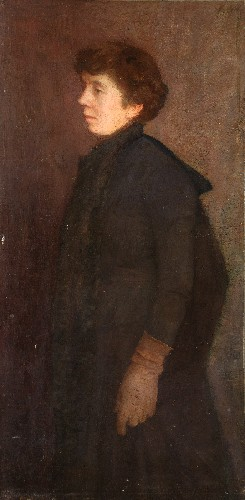
Károly Ferenczy: Olga Fialka (1892)

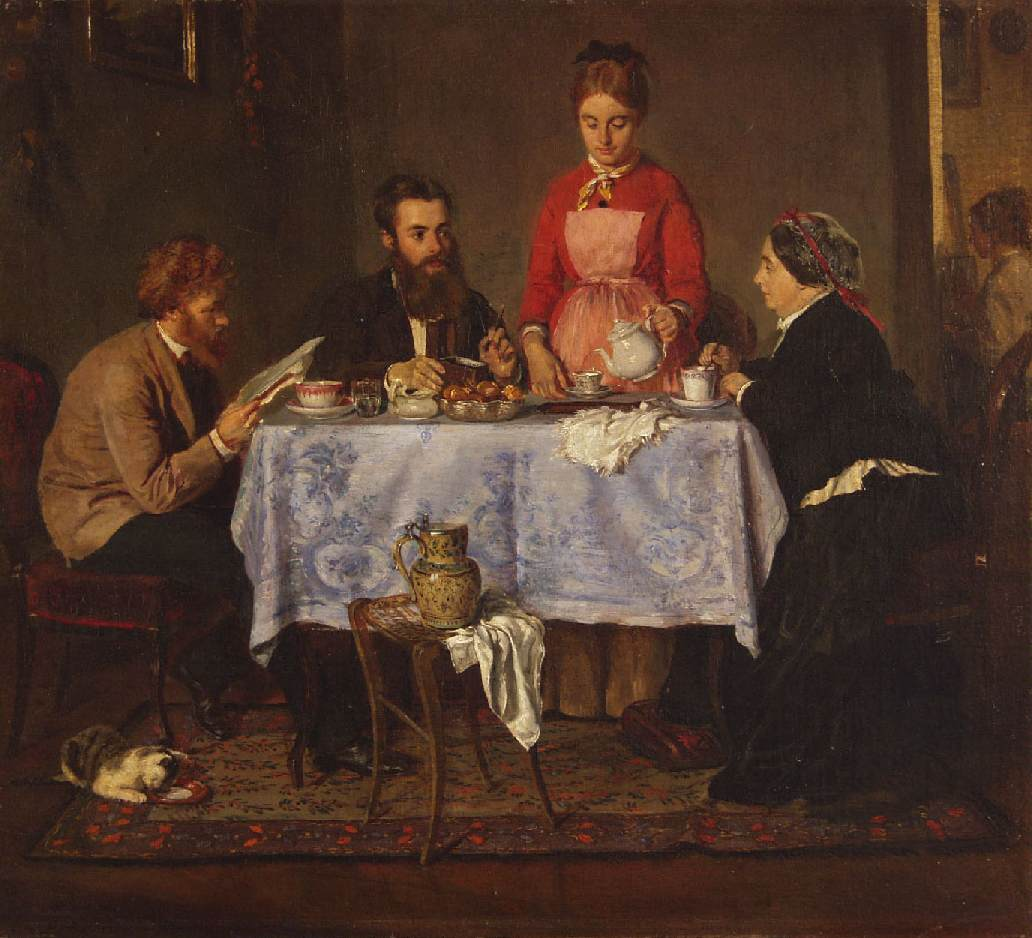
Olga Fialka: Familie Fialka (1874)

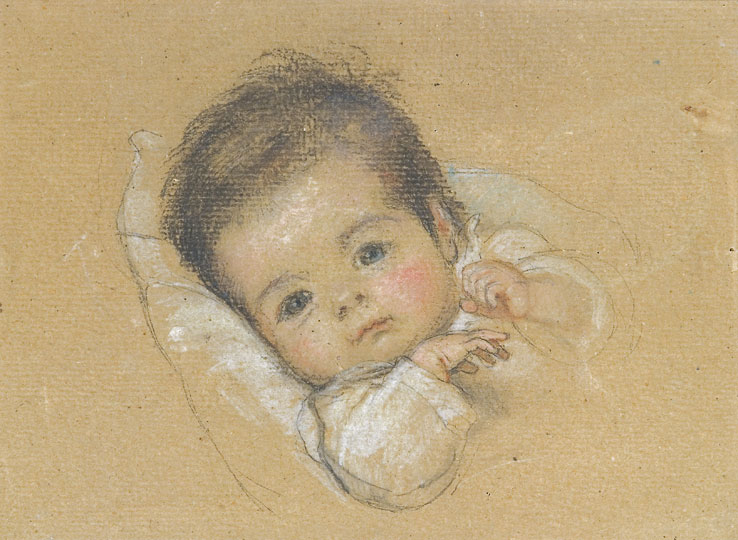
Olga Fialka: Béni Ferenczy (1892)

Olga von Fialka (geboren 19. April 1848 in Theresienstadt, Kaisertum Österreich; gestorben 17. Dezember 1930 in Nagybánya, Rumänien) war eine österreich-ungarische Malerin, Ehefrau von Károly Ferenczy und Mutter der Künstler Valér Ferenczy (Radierer) sowie der Zwillingsgeschwister Béni Ferenczy (Bildhauer) und Noémi Ferenczy (Bildwirkerin).

## Leben
Olga Fialka war die Tochter des österreichischen Offiziers Moric Fialka (1809–1869) und der Caroline Hanslick. Ihr Vater, der auch literarische Interessen hatte, wurde für seine militärischen Verdienste geadelt und am Ende seiner Laufbahn nach Krakau versetzt. Dort hatte Olga erste künstlerische Eindrücke im Atelier von Jan Matejko. Sie studierte Malerei in Wien an der Akademie der bildenden Künste bei August Eisenmenger.
Fialka erhielt von deutschen Verlagen Aufträge für Buchillustrationen, insbesondere für Märchenbücher.
Sie war eine Cousine des vierzehn Jahre jüngeren Károly Ferenczy, mit dem sie 1884 zu einer mehrjährigen Bildungsreise nach Italien zur Accademia di Belle Arti di Napoli aufbrach. Schon im Folgejahr kehrten beide zurück und heirateten. Nach der Geburt des Sohnes Valér 1885 gab Olga die Malerei weitestgehend zugunsten der familiären Aufgaben auf. Die Familie wohnte ab 1889 in Szentendre, ab 1893 in München und zog 1896 in die Künstlerkolonie Nagybánya. Nach dem Tod Károlys 1917 blieb Olga mit der Tochter Noémi in Nagybánya wohnen, das nach 1918 rumänisch wurde.
In Szentendre wurde 1951 das Károly-Ferenczy-Museum eingerichtet, das neben Werken Károly Ferenczys auch die Werke Olgas und der drei Kinder zeigt sowie die Nachlässe verwahrt.

## Buchillustrationen (Auswahl)
- Richard Leander: Träumereien an französischen Kaminen. Märchen. Mit Bildern von Olga von Fialka. Breitkopf & Härtel, Leipzig 1878.
- Märchen aus wilhelminischer Zeit. Märchen und Schwänke von Rudolf Baumbach und Richard von Volkmann-Leander. Mit 76 Textill. von Paul Mohn und Olga von Fialka. Weltbild, Augsburg 2009.
- Hermann Fischer: Sieben Schwaben. Biographische Charakteristiken. Bruckmann, München 1879.
- Julius Sturm: Märchen. Bilder von Olga von Fialka. Breitkopf & Härtel, Leipzig 1881.